# Setor estratégico
Setor estratégico é um termo cujo significado está no âmbito da Economia e da Administração de Empresas..
Empresas de todos os ramos identificam áreas de atuação prioritárias, mais importantes, como sendo um setor estratégico para seus negócios.
Como sendo um setor importante para o sucesso de seus negócios.
Por exemplo a fabricação de uma nova peça de aviões, a pesquisa com células troncos, a tecnologia de satélites, podem em algum momento serem estratégicos para algumas empresas e para as nações.

Empresas também consideram como setores estratégicos nichos de mercado, determinadas regiões onde a empresa deve atuar com maior dedicação para conquistar o mercado.
Governos identificam áreas de infra-estrutura como sendo "setores estratégicos" aos quais devem ser dadas maiores atenções, devem ser priorizadas. Por exemplo no Brasil o setor de petróleo, da saúde, da segurança, ou educação.